# FC Black Stars
FC Black Stars is een Zwitserse voetbalclub uit Bazel. Met de oprichting in 1907 is het een van de oudste clubs van de regio. Na FC Basel is het de hoogst spelende club uit de stad. De traditionele kleuren zijn zwart-wit. 

## Geschiedenis
In 1905 werd Black Stars opgericht, maar na een jaar vertrok een bestuurslid naar Romandië, waardoor de club werd opgeheven. In 1907 volgde een nieuwe start met dezelfde naam. 
Het hoogtepunt in de clubgeschiedenis werd bereikt in 1930, toen het standaardelftal onder leiding van trainer Karl Putzendopler naar de hoogste klasse promoveerde. Na een jaar degradeerde Black Stars en kwam daarna nooit meer uit bij de elite. 
Er werd twee keer van thuishaven gewisseld. Men begon op de Strassburgerallee en het speelde ook nog een tijd aan de Baslerstrasse in Allschwil. In 1928 werd de accommodatie Buschwilerhof betrokken, op de grens van de kantons Basel-Stadt en Basel-Landschaft.
In 2004 werd besloten om de sportaccommodatie te renoveren. 